# Osmitopsis nana
Osmitopsis nana là một loài thực vật có hoa trong họ Cúc. Loài này được Schltr. mô tả khoa học đầu tiên.